# Gregorio Hermida y Gamba
Gregorio Hermida y Camba (Santiago de Rubián, Bóveda, Lugo, 20 de enero de 1755 - 10 de noviembre de 1814) fue un sacerdote lucense que llegó a ser obispo de Oviedo y conde de Noreña.
Fue promulgado para el puesto de obispo de Oviedo el 26 de agosto de 1806 tomando posesión del cargo el 19 de octubre de 1806. Fallece el 10 de noviembre de 1814.
| Predecesor: Juan de Llano Ponte | Obispo de Oviedo 1806–1814 | Sucesor: Gregorio Ceruelo la Fuente |

- Datos: Q5885437